# Franz von Waldeck

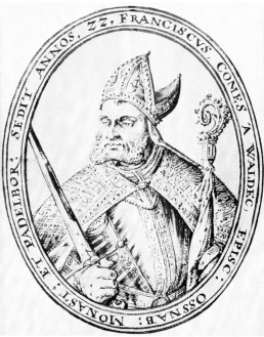
Franz von Waldeck

Franz von Waldeck (* wahrscheinlich 1491 auf der Sparrenburg; † 15. Juli 1553 auf Burg Wolbeck, heute Münster) war durch Abstammung aus dem Haus Waldeck Graf von Waldeck, ab 1529 Administrator und ab 1530 Bischof von Minden, ab 1532 Bischof von Osnabrück und Münster. In seine Zeit fällt die Zerschlagung des Täuferreichs von Münster. Franz selbst neigte der Reformation zu und förderte sie zeitweise in seinen Territorien. Nach dem für die Protestanten verlorenen Schmalkaldischen Krieg musste er die Pläne zur Einführung der Reformation und die Umwandlung der geistlichen Territorien in weltliche Fürstentümer aufgeben. Im Inneren wurde seine Macht durch die Landstände weitgehend beschnitten, während ihn Heinrich der Jüngere von Braunschweig mit Gewalt zwang, auf das Hochstift Minden zu verzichten.

## Leben

### Herkunft, frühe Jahre und Familie
Er war der Sohn des Grafen Philipp II. von Waldeck-Eisenberg, der neben seiner eigenen Herrschaft Statthalter der Grafschaft Ravensberg und ursprünglich selbst für den geistlichen Stand bestimmt war, doch im Interesse seiner Familie weltliche Aufgaben übernommen hatte. Philipp heiratete Katharina (geborene Solms-Lich) (1458–1492), die Schwester von Johann und Philipp von Solms-Lich. Franz war nach Georg und Philipp der dritte und letzte Sohn von insgesamt sechs Kindern aus dieser Ehe. Ein Jahr nach seiner Geburt starb die Mutter.
Franz von Waldeck war schon früh für eine Stelle im hochadeligen Kölner Domkapitel vorgemerkt. Weil dieses ein wenn auch kurzes Rechtsstudium für weltliche Kapitulare vorsah, begann er 1506 ein Studium in Erfurt und wechselte 1510 nach Leipzig. Ohne geistliche Weihen erhalten zu haben, erwarb er zahlreiche Kanonikerpräbenden. Er war unter anderem Domherr in Köln, Trier, Mainz und Paderborn, wie auch seit 1523 Propst des Alexanderstifts in Einbeck.
Dort lebte er zeitweise auch. In Einbeck lernte er Anna Polmann (1505–1557) kennen, mit der er in einer eheähnlichen Gemeinschaft zusammenlebte und acht Kinder hatte. Ob er mit ihr eine regelrechte Ehe einging, ist unklar. Seine Kinder waren Franz von Waldeck II. (1524– ), Barthold von Waldeck (1536–), Philipp von Waldeck (1538–1605), Elizabeth Catherina von Waldeck (1540–1579) verheiratet mit Wernerus Crispinus (1535–1604), Johanna von Waldeck (1540–1572), Ermegard von Waldeck (1542– ), Christoph von Waldeck (1543–1587) verheiratet mit Agnes Pagenstecher (1545–1606), Katherina von Waldeck (1544–1597). Seinen Kindern gegenüber erwies sich Waldeck jedenfalls als fürsorglicher Vater. Aus einer früheren nichtehelichen Verbindung mit einer namentlich nicht bekannten Frau hatte er einen weiteren Sohn, Christoph von Waldeck (* 1510/1520; † nach 1561 in Vechta).
Insbesondere Unstimmigkeiten mit lutherisch gesinnten Augustinern veranlassten ihn, zusammen mit seiner Familie 1524 in die von seinem Vater ererbte Beyenburg bei Elberfeld zu ziehen.

### Wahl zum Administrator von Minden
Im Jahr 1508 bereits hatte ihn sein Vater als Bischof von Osnabrück ins Gespräch gebracht. Statt seiner wurde jedoch Erich von Braunschweig-Grubenhagen Bischof. Eine erneute Gelegenheit, ein Bischofsamt zu erhalten, ergab sich erst 1529 nach dem Tod des Administrators des Bistums Minden Franz von Braunschweig-Wolfenbüttel. Insbesondere von Herzog Johann III. von Jülich-Kleve und dem Erzbischof von Köln unterstützt, wurde Franz von Waldeck 1530 zum Bischof von Minden gewählt. Das Domkapitel unterstützte ihn, weil es in Franz, der ohne eigene Hausmacht im Bistum war, keine Gefahr für seine Macht sah. Herzog Heinrich der Jüngere von Braunschweig-Wolfenbüttel, der den Bischofssitz für seinen erst dreijährigen Sohn beanspruchte, akzeptierte die Entscheidung nicht. Er besetzte daraufhin die Landesburgen und weitere strategische Plätze. Erst als Franz auch Bischof von Münster und Osnabrück wurde und damit seine Macht sich verstärkt hatte, lenkte der Herzog ein.

### Bischof auch in Münster und Osnabrück

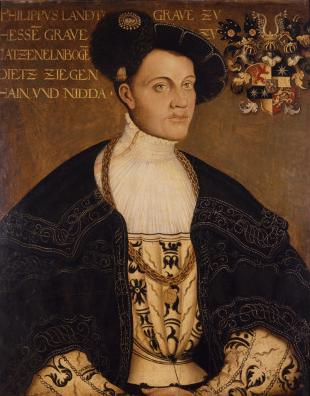
Philipp von Hessen war ein wichtiger Verbündeter von Franz von Waldeck

Nach dem Tod von Erich von Braunschweig-Grubenhagen 1532 waren gleichzeitig die Bistümer Münster, Osnabrück und Paderborn vakant geworden. Unterstützt von Landgraf Philipp von Hessen, der Grubenhagener, von Geldern, Jülich-Kleve und dem Erzbischof von Köln wurde Franz gewählt. Dabei spielten bei den Unterstützern weniger konfessionelle als politische Erwägungen eine Rolle. Allerdings war auch bekannt, dass die Familie von Franz mit dem Luthertum sympathisierte und er selbst einen Kaplan dieser Richtung in seiner Umgebung hatte. Auch sein Konkubinat war bekannt, stellte aber keinen Hinderungsgrund dar. Insbesondere in Münster drängte das Domkapitel auf eine rasche Entscheidung, da es fürchtete, dass während der Vakanz die radikalreformatorischen Kräfte um Bernd Rothmann gestärkt würden. Daher wurde er am 1. Juni 1532 zum Bischof in Münster und am 11. Juni als Bischof von Osnabrück postuliert. Der Paderborner Bischofsstuhl wurde dagegen vom Kölner Erzbischof Hermann von Wied verwaltet. Der Einflussbereich von Franz von Waldeck war beträchtlich und umfasste insgesamt 14.000 km².
Mit dem Erwerb der verschiedenen Bistümer hatte er auch deren Konflikte geerbt. In Osnabrück gab es aus mehreren Gründen – etwa um den Besitz der Herrschaft Rheda – Streit mit den Grafen von Tecklenburg. Feinde des Hochstifts Münster waren u. a. die Grafen von Oldenburg, denen es um die Rückgewinnung der Grafschaft Delmenhorst ging. Unversöhnt war auch Herzog Heinrich der Jüngere von Braunschweig-Wolfenbüttel.

### Zwiespältige konfessionelle Haltung
In den Wahlkapitulationen hatte Franz von Waldeck geschworen, den alten Glauben zu schützen. Ob er von Beginn an vorhatte, die Reformation zu unterstützen, ist eher unwahrscheinlich. Allerdings verfolgte er einen konfessionspolitisch zumindest zweifelhaften Kurs. Er räumte nach religiös motivierten Gewalttätigkeiten der Bürger in Münster der Stadt am 14. Februar 1533 Religionsfreiheit ein. Diese Position ließ sich mit der Radikalisierung und der Hinwendung zum Täufertum nicht mehr aufrechterhalten.
Gegen Münster, gegen Warendorf und Dülmen ging er mit Gewalt vor. Von der Stadt Osnabrück verlangte er vergeblich die Ausweisung protestantischer Prediger. Als dies zu Unruhen führte, gab er nach und schickte sogar seinen eigenen lutherischen Kaplan in die Stadt. Noch geringer war sein Widerstand in Minden. Dort setzte er 1533 lediglich durch, dass sowohl die katholischen Kanoniker wie auch protestantische Bürger ihre Gottesdienste durchführen konnten.

### Kampf gegen das Täuferreich

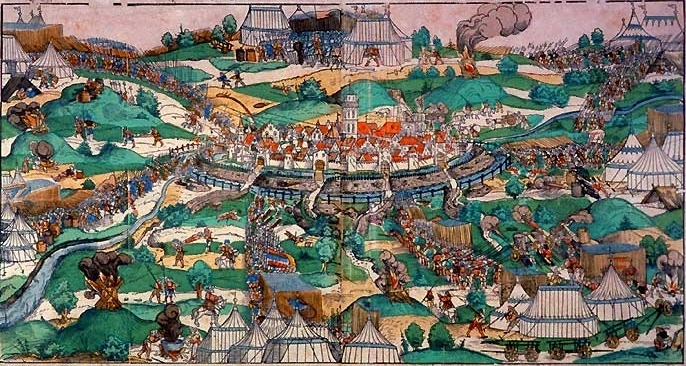
Belagerung von Münster durch Truppen des Bischofs Franz von Waldeck

Bei aller Sympathie für die Reformation konnte Franz von Waldeck das radikale Täuferreich von Münster in Münster nicht dulden, stellte es doch auch seine landesherrliche Gewalt in Frage. Zur Niederschlagung des Täuferreichs rief er 1534 die Hilfe des Reichs an. Reichsrechtlich handelte es sich nach der Landfriedensordnung von 1522 bei der Bewegung um einen Landfriedensbruch. Gleichwohl hielten sich der westfälische Reichskreis und die meisten Fürsten mit Unterstützung für Franz von Waldeck anfangs zurück. Allerdings standen ihm neben dem Kölner Erzbischof auch der Landgraf Philipp I. von Hessen und einige andere mächtige Landesherren zur Seite. Insbesondere Köln und Kleve-Jülich unterstützten den Bischof auch bei der Belagerung von Münster stark, nicht zuletzt um den hessischen Einfluss zurückzudrängen. Am 26. Dezember 1534 sagte ihm auch die in Koblenz tagende Kreisständeversammlung die Unterstützung des Reiches zu. Die Stadt Münster wurde am 25. Juni 1535 eingenommen. Auf Grund seiner Abhängigkeit gerade auch von katholischen Reichsständen musste Franz von Waldeck darauf verzichten, in Münster wieder die lutherische Richtung einzuführen. Stattdessen wurde mit Kurköln und Kleve-Jülich 1538 ein Abkommen zur Bekämpfung von Täufern abgeschlossen.

### Hinwendung zur Reformation
Das Bündnis mit den beiden Territorien bewährte sich auch beim Kampf gegen die Grafen von Oldenburg, die im selben Jahr in das Niederstift Münster eindrangen, brandschatzten und plünderten. Köln und Kleve-Jülich traten schließlich als Friedensvermittler auf.
Die Position von Franz von Waldeck war danach zunächst auf den ersten Blick so stark wie niemals zuvor und danach. Aber seine Finanzlage war nach dem Kampf gegen die Täufer und dem Krieg gegen Oldenburg geradezu verzweifelt.
Sein Versuch, Kirchengut zu Gunsten der jeweiligen Territorien einzuziehen, scheiterte; er war daher weiterhin auf die Verpfändung von Besitz und Rechten angewiesen.
Nach der Rückeroberung Münsters wandte er sich stärker den Lehren Martin Luthers zu. In Münster konnten wieder lutherische Prediger wirken. Aber er zögerte eine klare Entscheidung hinaus. So entsandte er im März 1536 eine Abordnung zu einer Provinzialsynode des Erzbistums Köln. Er empfing 1540 die höheren Weihen und wurde 1541 zum Bischof geweiht.

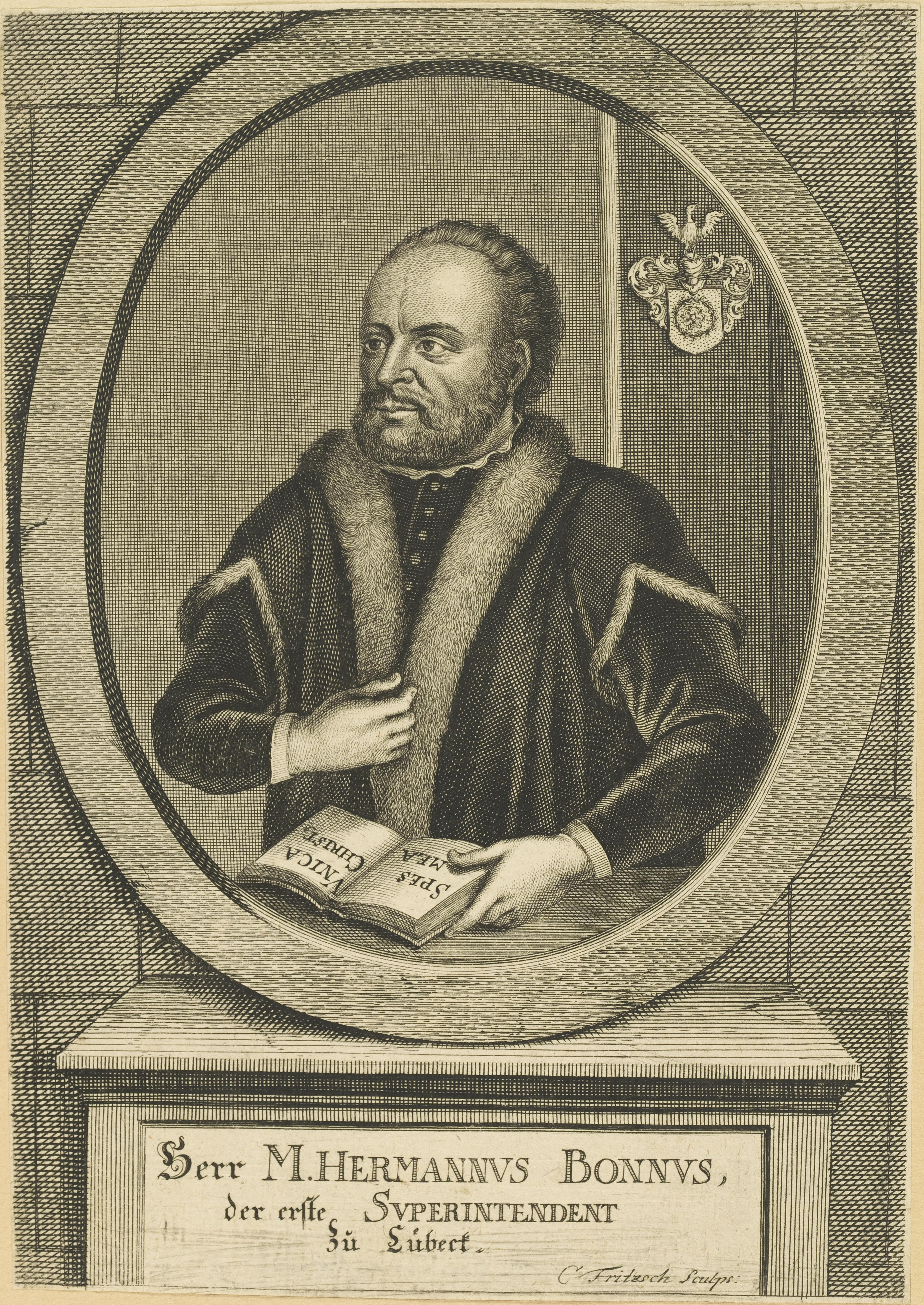
Hermann Bonnus spielte eine bedeutende Rolle für die Durchsetzung der Reformation im Hochstift Osnabrück

Den Abschied des Regensburger Reichstages aus demselben Jahr fasste er als Erlaubnis auf, die Reformation einzuführen. Unterstützt wurde er dabei von Philipp von Hessen, der ihm Martin Butzer als Reformator empfahl. Neben seiner religiösen Überzeugung spielte bei der offenen Hinwendung zur Reformation auch der Wunsch eine Rolle, seine Beziehung mit Anna Pohlmann zu legalisieren und durch Säkularisation aus einem der drei Hochstifte ein weltliches Fürstentum für seine Erben zu machen. Gleichzeitig hätte er so seine Schuldenlast beseitigen können.
Die reformatorischen Ansätze wurden in den drei Bistümern unterschiedlich aufgenommen. Abgelehnt wurden die Neuerungen von den Domkapiteln und großen Teilen des Adels im Münsterland. In den Bistümern Osnabrück und Minden setzte sich die Reformation durch. In Osnabrück wurde Hermann Bonnus die zentrale Person der Reformation. Den Schritt zur offenen Einführung des neuen Glaubens tat Franz, als er 1543 eine evangelische Kirchenordnung für die Landkirchen des Stifts Osnabrück abfassen ließ. Bonnus konnte auch in Münster eine Disputation mit dem Domprediger Johann von Aachen veranstalten.
Auch militärisch unterstützte er die Protestanten etwa 1542 gegen den noch katholischen Herzog Heinrich von Braunschweig-Wolfenbüttel. Franz suchte sogar um die Aufnahme in den Schmalkaldischen Bund nach. Dies hatte jedoch keinen Erfolg, da der Bund die endgültige Durchsetzung der Reformation zur Bedingung machte.

### Formierung der Gegenkräfte
Ein Jahr später nahm im Erzbistum Köln der Widerstand katholischer Kräfte gegen die reformatorische Politik Hermann von Wieds zu. Dies gab auch den katholischen Kräften in Münster und Osnabrück Auftrieb. Durch die Besetzung des Herzogtums Kleve durch Karl V. ging ein wichtiger Verbündeter verloren und zeitweise schien auch den von Franz von Waldeck beherrschten Gebieten eine vergleichbare Gefahr zu drohen. Auch ein Einmarsch durch Heinrich den Jüngeren von Braunschweig drohte 1544. Dabei wurde dieser von 400 Adeligen aus dem Münsterland unterstützt. Auch die Gefahr eines kaiserlichen Einmarsches war nicht gebannt. Der Versuch von Philipp von Hessen, den Schmalkaldischen Bund zur Unterstützung von Franz von Waldeck zu bewegen, scheiterte. Im Jahr 1545 versuchte der Herzog von Braunschweig erneut, seine 1542 von Franz von Waldeck und dessen Verbündeten besetzten Gebiete zurückzugewinnen. Wieder wurde er vom Domkapitel in Münster und Teilen des Adels unterstützt. Die Truppen des Herzogs zogen durch die Territorien von Franz von Waldeck und richteten erhebliche Schäden an. Der Herzog wurde in der Schlacht bei Kahlfeld 1545 geschlagen und gefangen genommen. Franz von Waldeck spielte in dieser Auseinandersetzung nur eine geringe Rolle, weil er nur über wenige Truppen verfügte.
Franz von Waldeck, der sich immer stärker der protestantischen Sache zuwandte, konnte den letzten Schritt, sich politisch offen zum Schmalkaldischen Bund zu bekennen, nicht vollziehen, da die Landstände des Hochstifts Münster drohten, ihm die Gefolgschaft aufzukündigen, wenn er seine offiziell neutrale Haltung aufgäbe.
Im Folgenden kam es zum Schmalkaldischen Krieg. Dabei kämpfte Karl V. gegen Hessen und Sachsen, auch wegen der Besetzung von Braunschweig. Im Februar 1547 wurde die Stadt Minden von kaiserlichen Truppen besetzt. Das Bistum Osnabrück konnte sich freikaufen. Der kaiserlichen Aufforderung, sich an der Belagerung Bremens zu beteiligen, kam Franz von Waldeck nicht nach. Daraufhin besetzte Anton von Oldenburg mit kaiserlicher Billigung die Grafschaft Delmenhorst. Spätere Klagen von Franz von Waldeck vor dem Reichskammergericht blieben wirkungslos, und das Gebiet ging verloren.
Nach der Schlacht bei Mühlberg und der Niederlage des Schmalkaldischen Bundes musste Hermann von Wied zurücktreten, und Franz von Waldeck sah sich gezwungen, seine Reformationspläne aufzugeben. In Osnabrück und Minden war die Reformation indes so weit fortgeschritten, dass Rekatholisierungsansätze zum Scheitern verurteilt waren.

### Machtverlust

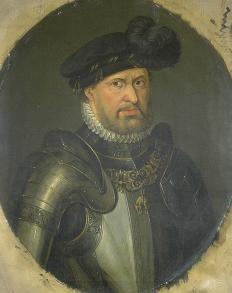
Heinrich II. von Braunschweig-Wolfenbüttel war ein langjähriger Gegner von Franz von Waldeck

Vor der Aufgabe der Reformationspläne hatte das katholische Domkapitel von Osnabrück bei Kaiser und Papst den Bischof unter anderem wegen Ketzerei angeklagt. Unerwartet unterstützte das Domkapitel in Münster Franz, weil es eine kaiserliche Besetzung fürchtete. Auf der anderen Seite zwangen ihn die münsterschen Landstände auf einem Landtag, die Reformation zu widerrufen. Erst nach erheblichen Zugeständnissen an das Domkapitel von Osnabrück ließ dieses die Anklage fallen. Auch in Münster gelang es den Ständen in diesem Zusammenhang, ihre Kompetenzen gegenüber dem Bischof auszuweiten. Die eigentliche Macht lag nun in ständischer Hand. Hatte sich der Bischof vielfach auf auswärtige Räte gestützt, der Hofmeister Friedrich von Twiste etwa spielte eine wichtige Rolle, setzten die Landstände in Osnabrück und Münster 1547 durch, dass einheimische Räte an der Regierung zu beteiligen seien. Nach diesem faktischen Machtverlust lebte Franz von Waldeck überwiegend auf der Iburg.
Durch den Schmalkaldischen Krieg war Herzog Heinrich der Jüngere von Braunschweig-Wolfenbüttel freigekommen. Im Jahr 1553 wurde Franz von Waldeck aufgefordert, 80.000 Goldgulden als Entschädigung für die Lasten des Krieges zu zahlen, anderenfalls würden die Länder des Bischofs überfallen und gebrandschatzt. Franz von Waldeck versuchte, die Braunschweiger hinzuhalten. Vergebens forderte er die Stände auf, sich militärisch zu rüsten, und auch Philipp von Hessen versagte die Unterstützung. Philipp Magnus, Sohn des Herzogs Heinrich, rückte in die drei Bistümer ein und eroberte die Iburg. Franz von Waldeck konnte knapp entkommen und flüchtete in die Stadt Münster. Inzwischen wurde das Land geplündert und die Braunschweiger erpressten erhebliche Summen von den Domkapiteln in Osnabrück und Münster. Letztlich zwangen sie Franz von Waldeck zur Aufgabe des Bistums Minden. Dort wurde daraufhin Julius von Braunschweig zum Bischof gewählt.
Auch die Bürger der Stadt Münster nutzten die Schwäche des Bischofs aus und zwangen Franz, ihre während des Wiedertäuferkrieges verlorenen Rechte und Privilegien zurückzugeben. In Osnabrück fiel die Regierungsgewalt vollständig dem Domkapitel zu. Diese Erniedrigungen verkraftete der seit langem gesundheitlich angeschlagene Franz von Waldeck nicht mehr. Er starb am 15. Juli 1553 auf der Burg Wolbeck; beigesetzt wurde er im Dom zu Münster.